# Billings (Missouri)
Billings és una població dels Estats Units a l'estat de Missouri. Segons el cens del 2000 tenia 1.091 habitants.

## Demografia
Segons el cens del 2000, Billings tenia 1.091 habitants, 454 habitatges, i 306 famílies. La densitat de població era de 540 habitants per km².
Dels 454 habitatges en un 33,7% hi vivien nens de menys de 18 anys, en un 50,9% hi vivien parelles casades, en un 12,1% dones solteres, i en un 32,4% no eren unitats familiars. En el 28,9% dels habitatges hi vivien persones soles el 15% de les quals corresponia a persones de 65 anys o més que vivien soles. El nombre mitjà de persones vivint en cada habitatge era de 2,4 i el nombre mitjà de persones que vivien en cada família era de 2,95.
Per edats la població es repartia de la següent manera: un 26,9% tenia menys de 18 anys, un 8,7% entre 18 i 24, un 27,8% entre 25 i 44, un 22,3% de 45 a 60 i un 14,4% 65 anys o més.
L'edat mediana era de 34 anys. Per cada 100 dones de 18 o més anys hi havia 81,4 homes.
La renda mediana per habitatge era de 28.207 $ i la renda mediana per família de 34.861 $. Els homes tenien una renda mediana de 24.615 $ mentre que les dones 19.881 $. La renda per capita de la població era de 16.503 $. Entorn del 14,1% de les famílies i el 15,1% de la població estaven per davall del llindar de pobresa.

## Poblacions més properes
El següent diagrama mostra les poblacions més properes.